# Лилим
Лилим (др.-евр. לילין‬; лилин; «ночные духи») — опасные создания, описанные в еврейском фольклоре. Согласно некоторым историям, они — дочери Лилит, первой жены Адама, рождённые от демона Самаэля, часто отождествляемого с Сатаной.
Сами они также являлись демонами, и вели себя подобно суккубам. Мужчины боялись их именно из-за этого. А женщины боялись нападения лилим из-за слухов о том, что они, как и Лилит, занимались похищением детей.

## В массовой культуре
Образ лилим используется в популярном аниме «Евангелион», игре Might & Magic Heroes VI, играх серий Shin Megami Tensei: Persona и Disgaea.